# Nazionale maschile di rugby a 13 della Francia
La nazionale di rugby a 13 della Francia è la selezione che rappresenta la Francia a livello internazionale nel rugby a 13.
Il 6 aprile 1934, in seguito alla sospensione della nazionale di rugby a 15 francese dal torneo delle Cinque Nazioni a causa della volontà dei francesi di praticare il rugby a livello professionistico, un gruppo di giocatori fondò la Ligue Française de Rugby à XIII. Lo stesso mese la Francia debuttò ospitando l'Inghilterra a Parigi davanti a 20.000 spettatori. Il rugby a 13 francese conobbe un periodo d'oro tra gli anni 1950 e 1970, registrando tra l'altro vittorie contro Australia, Nuova Zelanda e Gran Bretagna.
La Francia partecipa alla Coppa d'Europa fin dall'edizione inaugurale del 1935, quando allora era chiamata "Campionato europeo". La nazionale partecipa regolarmente anche alla Coppa del Mondo di rugby a 13 ottenendo finora come migliore risultato il raggiungimento della finale nel 1954 e nel 1968. I francesi vantano anche una partecipazione al Four Nations nel 2009.
I giocatori che compongono la nazionale francese provengono principalmente dai Dragons Catalans, squadra di Perpignano impegnata in Super League, e dal campionato francese Élite 1.

## Palmarès
- Campionato europeo/Coppa d'Europa: 8

1939, 1949, 1951, 1952, 1977, 1981, 2005, 2018